# Employee of the Month
Employee of the Month er en amerikansk komediefilm fra 2006 instrueret og skrevet af Greg Coolidge og med Dane Cook, Jessica Simpson og Dax Shepard i hovedrollerne.

## Medvirkende
| Skuespiller       | Rolle           |
| ----------------- | --------------- |
| Dane Cook         | Zack Bradley    |
| Jessica Simpson   | Amy Renfro      |
| Dax Shepard       | Vince Downey    |
| Andy Dick         | Lon Neilson     |
| Brian George      | Iqbal Raji      |
| Efren Ramirez     | Jorge Mecico    |
| Harland Williams  | Russell Gunders |
| Sean Whalen       | Dirk Dittman    |
| Marcello Thedford | Semi            |
| Tim Bagley        | Glen Garry      |
| Danny Woodburn    | Glen Ross       |